# Gerald Kral

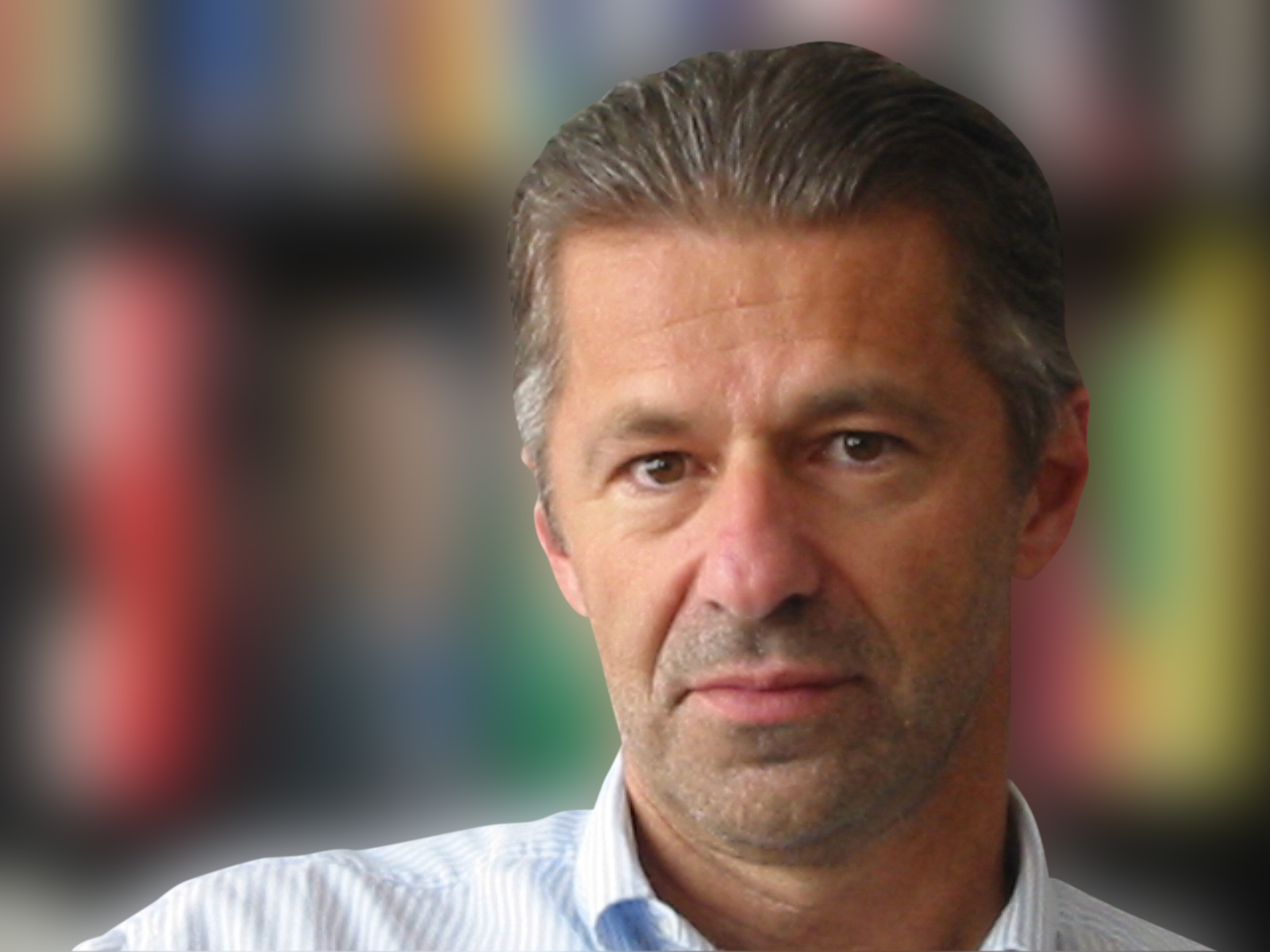
Gerald Kral

Gerald Kral (* 11. Juni 1956 in Wien) ist ein österreichischer Psychologe, Psychotherapeut und Fotograf.

## Ausbildungen
Nach Studium und Promotion der Psychologie und Kunstgeschichte an der Universität Wien war Kral zunächst in der psychiatrischen Universitätsklinik des Allgemeinen Krankenhauses der Stadt Wien und für das Institut für Erziehungshilfe in Wien tätig. Seine psychotherapeutische Ausbildung orientiert sich an tiefenpsychologischen und systemischen Inhalten. Er ist außerdem selbstständig als Coach in Profit und Non-Profit Bereichen, sowie seit 1992 in eigener Praxis tätig.

## Leistungen
Kral ist Lehrbeauftragter an der Sigmund-Freud-Privatuniversität in Wien. Seine Arbeitsschwerpunkte liegen im Bereich der Onlineberatung, Psychologie des Internets und klinischer Diagnostik. In Zusammenhang mit psychologischer Diagnostik im Bereich der Klinischen Psychologie befasst er sich vor allem mit Verfahren der psychologischen Tests für Kinder und Jugendliche.
Von 2004 bis Juni 2017 fungierte Kral als Redaktionsleiter der Zeitschrift Psychologie in Österreich, welche vom Berufsverband Österreichischer Psychologinnen und Psychologen herausgegeben wird. Ab Juli 2023 hat er diese Funktion neuerlich übernommen. Er ist außerdem Mitglied des International Network of Excellence im Forschungsbereich E-Health.

## Tätigkeit als Fotograf
Kral ist außerdem als Fotograf mit den Themen Décollagen und Streetart sowie Landschaftsbildern tätig. Seine Werke sind ausgestellt im Loft Zehn Drei, einem Ausstellungsraum auf dem ehemaligen Fabrikgelände der Ankerbrot AG.

## Auszeichnungen
- 2002: (mit Caroline Presslich) Gesundheitspreis der Stadt Wien[6]

## Schriften
- Spielerische Lösungen – das Kind als Mittelpunkt psychotherapeutischen Denkens. Picus, Wien 1998, ISBN 978-3-85452-425-0.
- (mit Presslich, C. & Nedoschill, J. (2003)): Analyse und Evaluation von SelbsthilfeRessourcen im Internet anhand eines Forums für Menschen mit Essstörungen. Psychologie in Österreich 13/1, 48–54.
- (2004): Psychologie und Internet – einige persönliche Betrachtungen. In: Mehta, G. (Hg): Die Praxis der Psychologie (273-280). Wien: Springer.
- (2005): seele@internet – Chancen, Risiken, Notwendigkeiten von internetgestützten Beratungsformen. Psychologie in Österreich 15/1, 5–12.
- (2006): Online communities for mutual help: Fears, fiction, and facts. In: Murero, M., Rice, R.E. (Hg): Internet and Health Care: Theory, Research and Practice (215–232). Mahwah, NJ: Lawrence Erlbaum Associates.
- (mit Traunmüller, R. (2008)): Psychologische Online-Beratung: Was erwarten die (potenziellen)  NutzerInnen?. e-beratungsjournal.net (online-Magazin) 4/2. Online unter http://www.e-beratungsjournal.net/ausgabe_0208/kral.pdf